# Sant Martí de Vallmala
Sant Martí de Vallmala o de Fontanet era una antiga església parroquial situada als contraforts del Puig d'Esquers, al termet de la Valleta, municipi de Llançà. El primer esment del temple és en un diploma de Lluís el Balb de 877 que confirma el temple com una possessió del monestir de Sant Esteve de Banyoles. El 1019 fou consagrada pel bisbe d'Elna, Berenguer. El segle xiv apareix encara com a parròquia, però en algun moment va deixar de ser-ho i segurament també va provocar que perdés el culte i s'ensorrés, cosa que la va fer passar desaparcebuda fins al 1975 que es va localitzar i publicar, així com s'hi van fer uns primers treballs de desenrunament i neteja.
L'església compta amb una planta rectangular amb absis també rectangular, però en aquest cas és irregular. Està orientada est-oest i només conserva la volta, ultrapassada, a l'absis, que sembla més antic que la resta de la construcció. També es conserva el mur nord i oest, mentre que el sud va quedar pràcticament ensorrat. Amb les restes d'aquest mur es va poder veure on estava situada la porta i amb materials trobats en el mateix lloc es va reconstruir. Les dovelles de la porta mostren que aquesta és posterior a la resta del temple. El 1987, en el transcurs d'unes obres de consolidació i restauració, es va trobar una làmpada de forja d'estil romànic, de gran valor, que es conserva al Museu d'Art de Girona. Aquest fet sembla demostrar que el temple es va ensorrar i a partir d'aquell moment fou abandonat.
El 1986 s'hi van dur a terme treballs de consolidació i es va netejar el corriol que puja des de la riera de Valleta, i es va obrir una pista. Entre 2018 i 2020 es van fer més treballs a l'absis i a la nau.

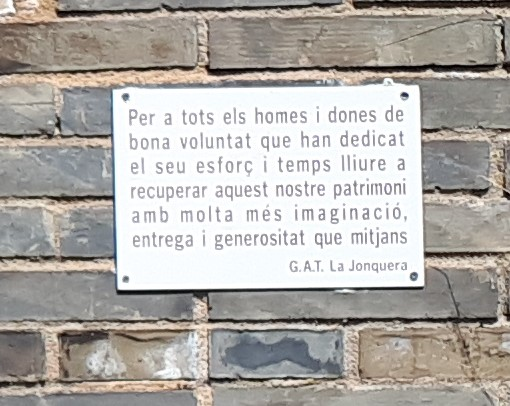
Placa a la paret de Sant Martí de Vallmala, col·locada pel G.A.T La Jonquera, en homenatge a aquelles persones que van col·laborar en la restauració d'aquest edifici.